# おにがわら横町三丁目
『おにがわら横町三丁目』（おにがわらよこちょうさんちょうめ）は、八神千歳による日本の漫画作品。『ちゃお』（小学館）にて2008年5月号から2009年1月号まで連載された。単行本はちゃおコミックス（小学館）から上下巻。

## あらすじ
ごく普通の女子高生かなでが500年間封印されていた赤鬼の封印を解いてしまったことをきっかけに始まる、普通とはかけ離れた生活を描いたラブファンタジー。

## 登場人物
観月 かなで
主人公。15歳。ごく普通の女子高生。両親の海外転勤により、おじいちゃんが経営する骨董屋・開運堂で暮らすことになる。偶然500年封印されていた赤鬼の封印を解いてしまい、そのまま赤鬼に懐かれてしまった。ふつうがいいらしい。
赤鬼
かなでによって500年の封印から目覚め、開運堂に居候している鬼。昔、友達の青鬼に封印された。
最初はかなでを食べようとしたが…
蘭丸
赤鬼に付いている鬼鳥。
海堂 晴彦
開運堂に借金の取立てに来る借金取り。
青鬼
昔、友達の赤鬼を鬼退治から守るために、赤鬼を封印した。赤鬼はずっと「青鬼は自分の事が嫌いだった」と誤解していたが……。
小次郎
青鬼に付いている鬼鳥。
観月　光次郎
かなでの祖父。開運堂の主。飲み屋で暴れ借金がある最低エロじじい。だがどこか憎めないキャラクターの持ち主。
今はちんくしゃだが、昔はイケメンだった。

## 書誌情報
- 八神千歳『おにがわら横町三丁目』小学館〈ちゃおコミックス〉全2巻（上下巻）
  1. 上巻 2008年11月初版発行（11月28日発売[1]）、ISBN 978-4-09-132088-9
  2. 下巻 2009年4月初版発行（4月1日発売[2]）、ISBN 978-4-09-132339-2